# Furong
Furong (chinesisch 芙蓉區 / 芙蓉区, Pinyin Fúróng qū) ist ein chinesischer Stadtbezirk der bezirksfreien Stadt Changsha, der Hauptstadt der Provinz Hunan. Der Stadtbezirk hat eine Fläche von 42,4 km² und zählt 589.500 (Stand: 2018). Er liegt am Unterlauf des Xiang Jiang.

## Administrative Gliederung
Auf Gemeindeebene setzt sich der Stadtbezirk aus zwölf Straßenvierteln und einer Gemeinde zusammen. 